# Pourtalesella rugosa
Pourtalesella rugosa är en mossdjursart som först beskrevs av Osburn 1940.  Pourtalesella rugosa ingår i släktet Pourtalesella och familjen Celleporidae.
Artens utbredningsområde är Mexikanska golfen. Inga underarter finns listade i Catalogue of Life.